# Wilhelm Rohmeder

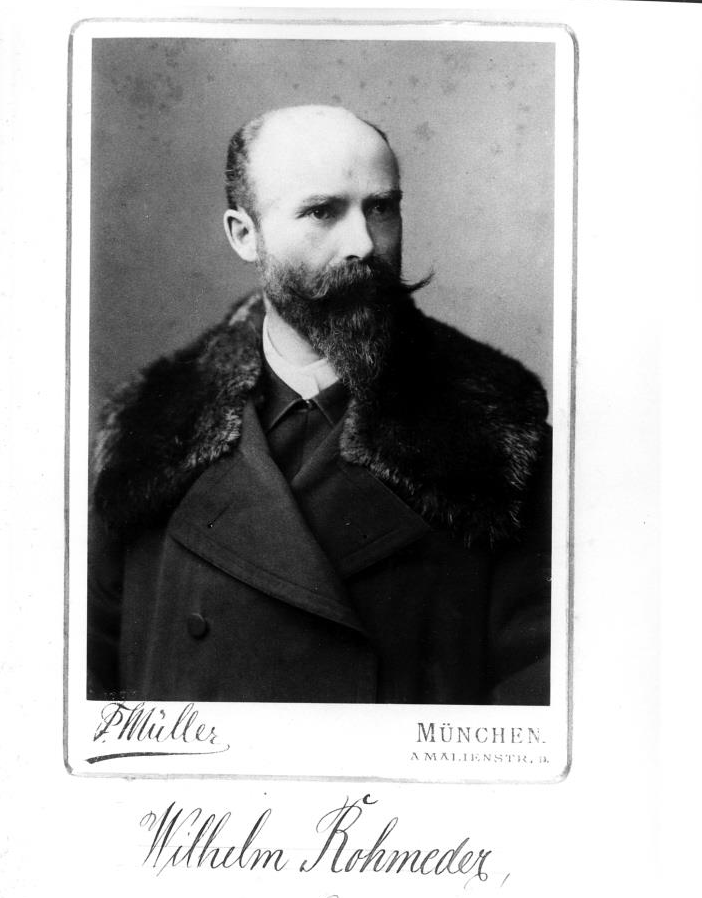
Porträtaufnahme im Rahmen des Magistratkollegium 1874-1877.

Wilhelm Rohmeder (* 8. Juni 1843 in Heidenheim am Hahnenkamm; † 4. Oktober 1930 in München) war ein deutscher Lehrer, Schriftsteller und Stadtschulrat in München.

## Leben
Aufgrund der finanziellen Situation seiner Eltern war es Rohmeder nicht möglich zu studieren. Stattdessen besuchte er von 1860 bis 1862 das Schullehrerseminar in Schwabach, welches er mit Auszeichnung abschloss. Noch bevor er die sogenannte Anstellungsprüfung, eine Prüfung, die zum damaligen Zeitpunkt vier Jahre nach dem Austritt aus dem Lehrerseminar abgelegt werden musste, antrat, absolvierte er an der technischen Hochschule in München das Examen für das höhere Lehrfach in den Realien. Die Anstellungsprüfung schloss Rohmeder mit Auszeichnung ab. Darauf folgend erhielt Rohmeder verschiedene Hilfslehrerstellen in Mittelfranken. Zudem war er zwei Jahre lang als Präzeptor des Seminars Schwabach im Bereich der Lehrerbildung tätig.
Im Jahr 1867 nahm Rohmeder eine Anstellung als Reallehrer der städtischen Real- und Lateinschule in Fürth an. Bereits ein Jahr später, 1868, wurde Rohmeder aufgrund seiner Verdienste in Fürth zu der neu gegründeten städtischen Handelsschule in München als Reallehrer für Deutsch, Geschichte und Geographie berufen. Während seines Aufenthaltes in München erwarb Rohmeder an der Hochschule in München seinen Doktortitel. Im Rahmen einer Revision der städtischen Handelsschule München im Jahre 1875 wurde Rohmeder die Leitung derer übertragen. Fast zeitgleich wurde ihm die Stelle eines städtischen Schulrates und königlichen Lokalschulkommissars in München angeboten. Das Amt des Schulrates bekleidete er von 1876 bis 1895.
Rohmeder war maßgeblich für die Reformierung des Münchener Schulwesens verantwortlich. Im Bildungsbereich bekleidete er verschiedene Positionen, darunter die des Oberstudiendirektors und des Stadtschulrates (1876–1895) und war darüber hinaus zeitweise Leiter sämtlicher städtischer Schulen Münchens.
Neben seiner Tätigkeit zugunsten des Münchner Schulwesens engagierte sich Rohmeder auch politisch. Von 1874 bis 1877 war er bürgerlicher Magistrat der Stadt München. 1883 wurde er Ausschussmitglied des Münchner Volksbildungsvereins. 1881 gründete er den Verein für das Deutschtum im Ausland, der sich der Unterstützung deutscher Gemeinden im Ausland widmete. Wilhelm Rohmeder, sowie die von ihm ins Leben gerufenen Vereine, spielten eine zentrale Rolle im Nationalitätenkonflikt in Welschtirol. Als Vertreter des Allgemeinen Deutschen Schulvereins setzte er sich für die „Rückverdeutschung“ des angeblich nur oberflächlich romanisierten Welschtirols ein. Dadurch wurde die Existenz eines eigenständigen italienischen Trentinos negiert. Rohmeder sowie der von ihm gegründete Tiroler Volksbund betrachteten die deutschen Sprachinseln in Welschtirol als Vorposten des Deutschtums und trugen damit wesentlich zur Eskalation des Konflikts nicht nur mit italienisch-nationalistischen Kreisen, wie der Irredenta bei. Auch der gemäßigte Klerus des Bistums Trient, vor allem in der Person des Bischofs Celestino Endrici, sah in dem pangermanistischen Treiben des Volksbundes eine Bedrohung für den Frieden im Land und ging gegen die ultranationalistischen Bestrebungen des Volksbundes vor.
Der Landesverband Bayern des „Vereins für Deutschtum im Ausland“ vertrat in Bezug auf die vor dem italienischen Kriegseintritt in den Ersten Weltkrieg, im Londoner Vertrag zugesicherte, und im Rahmen des Vertrages von Saint-Germain 1919 festgelegte, Brennergrenze radikalere Ziele als die Regierung der Weimarer Republik bzw. des Auswärtigen Amtes in Berlin. Hervorzuheben ist, dass der Volksbund Positionen vertrat, die sich nicht nur für die Erhaltung des Deutschtums in den Grenzregionen einsetzten, sondern auch eine Eindeutschung italienischer Siedlungsgebiete anstrebten, um italienische Autonomiebestrebungen zu behindern.
Von 1897 bis zu seinem Tod im Jahr 1930 wohnte Wilhelm Rohmeder in der Malsenstraße in München.
Rohmeder gründete die Münchner Ortsgruppe des Reichshammerbundes im Frühjahr 1914.

## Nachleben
Nach seinem Tod wurde Wilhelm Rohmeder durch die Umbenennung einer Straße in München gewürdigt. Die frühere Kornblumenstraße erhielt im Rahmen einer Eingemeindung durch Beschluss des Stadtrats vom 14. April 1932 den Namen Rohmederstraße. Die Benennung erfolgt zu Ehren Wilhelm Rohmeders, der sich „um die Organisation des Münchener Schulwesens und um das Deutschtum im Ausland hochverdient“ gemacht habe. Im Rahmen einer Diskussion um historisch belastete Straßennamen in München wurde die Rohmederstraße 2021 der Kategorie IV (Straßennamen, die nach 1900 benannt wurden, mit erhöhtem Diskussionsbedarf) zugeordnet.

## Veröffentlichungen
- Sprache, Schrift und Orthographie, München 1871
- Das deutsche Volkstum und die deutsche Schule in Südtirol, München, 1898[15]
- Zur Lage der Deutschen in Krain: Vortrag gehalten im „Vereine zum Schutze deutscher Interessen im Auslande“ zu München am 7. März 1884, Oldenbourg, München 1884[16]